# Kvadránsok (Star Trek)

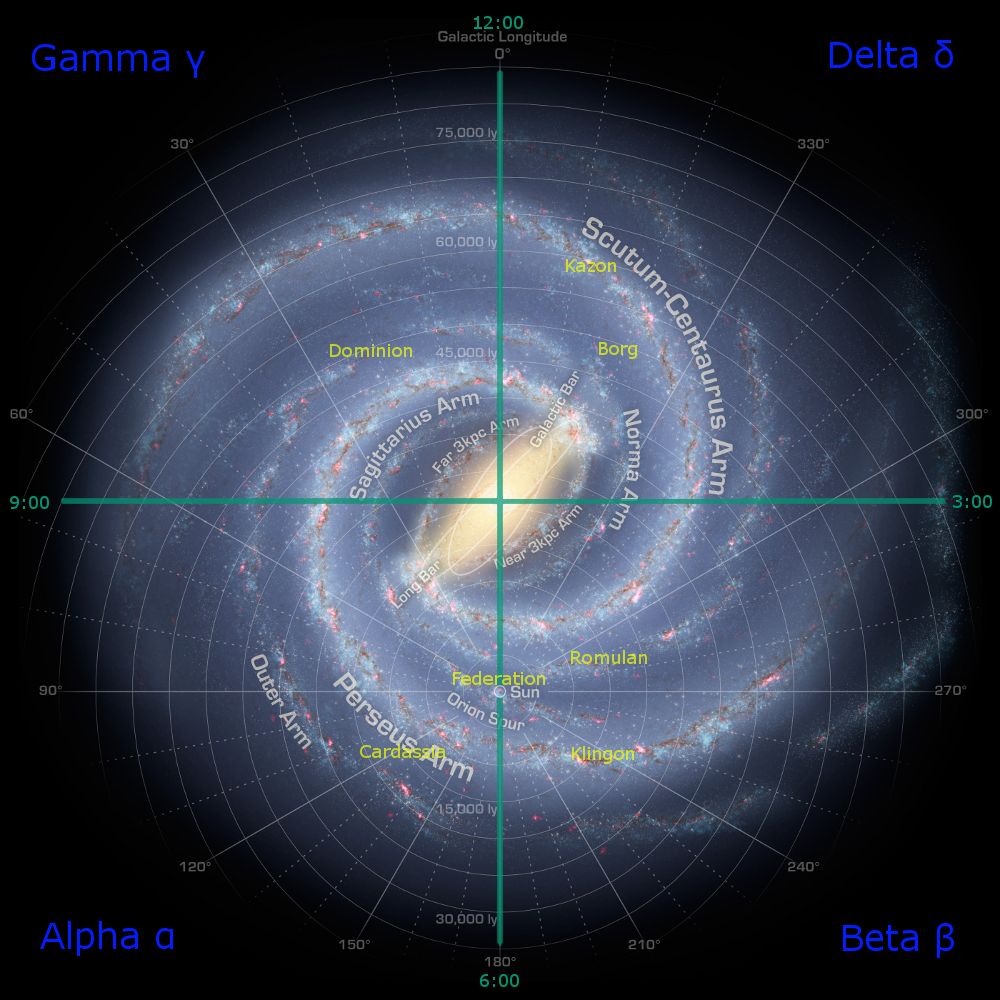

A kvadránsok a Tejútrendszer negyedei a Star Trek univerzumában. A négy kvadráns közös pontja a galaxis középpontja, amely 25 000 ± 1000 fényévre van a Földtől. Az Alfa és Béta kvadráns határa a Napot és a középpontot összekötő egyenes.

## Alfa kvadráns
E kvadráns ad otthont a Föderáció egyik felének, a Kardassziai Birodalomnak, a tamariánoknak, Son’a-nak, ferengiknek és breeneknek. Jelenleg a kvadráns csak kis része van feltérképezve, mivel a Föderáció inkább a Béta kvadránst kutatta. Több féregjárat (Bajori féregjárat, Barzan féregjárat) és anomália (Vadvidék, Fekete köd) is található a térségben.

## Béta kvadráns
A kvadráns ad otthont a Föderáció egyik felének, a Vulkán bolygónak, a Romulán Csillagbirodalomnak, a Klingon birodalomnak és a Tholian szövetségnek. A térség nagy részét már felfedezték, mivel a Föderációs hajók a 2150-es évektől járják a kvadránst.

## Gamma kvadráns
2369-ben fedezték fel a bajori féregjáratot, ami 70 000 fényévre a Gamma kvadránsba viszi a rajta az utazókat. E kvadráns szinte egyeduralkodója a Domínium.

## Delta kvadráns
2371-ben a Csillagflottának alkalma nyílt megismerni a kvadránst, mivel a Gondviselő nevű lény 70 000 fényévre ragadta el a USS Voyagert a Vadvidékről, ami így egyedül indult haza. A hajó visszatérése után rengeteg új információt hozott e politikailag instabil térségről. Ebben a kvadránsban élnek többek között a haroginek, a kazonok, az ocampák, a talaxiaiak, és e terület a Borg hazája is.